# イトグルマ亜科
イトグルマ亜科（イトグルマあか、紡績車亜科、Columbariinae）は、オニコブシガイ科に分類される巻貝の分類群。簡単にイトグルマ類、イトグルマの仲間などとも言う。
貝殻は細長く3-15cm程度。オーストラリア区近海、アフリカ南部〜東部や南シナ海、カリブ海など、主に暖海の漸深海から深海の砂底に棲息し、管棲ゴカイなどを捕食している。多くの種は突起や刺列などを持ち、水管溝が非常に長い個性的な外観で貝収集の対象として人気があるが、収集対象以外にはほとんど利用されない。外観はアッキガイ科のツノオリイレガイ亜科 Trophoninae の一部にも似ている。20世紀後期まで分類学的な位置が必ずしも定まらず、独立の科とされることも多かったが、1983年にハラセヴィッチ（M.G. Harasewych）という研究者によってオニコブシガイ科の亜科に分類され、以降はこれにならう場合が多い。なおオニコブシガイ科をエゾバイ上科に分類する場合もある。

## 学名の由来
学名の Columbariinae はタイプ属の属名 Columbarium から。この属名はラテン語で納骨堂を意味しているが、この場合は貝殻の形状を納骨堂の一種である仏塔に例えたもの。このグループで最初に記載されたイトグルマの種小名が pagoda（パゴダ）というのと同様である。英語ではこのグループを "Pagoda Shells" と呼ぶ。

## 形態

### 貝殻
殻高3cm程度の小型種から殻高15cmにも達する大型種まで大きさは様々であるが、7-8cm前後のものが主である。多少なりとも周縁の角張った本体と、本体よりもずっと長い水管溝を持つのがイトグルマ亜科に共通する最大の特徴である。周縁の角張り具合は様々であるが、鋭い竜骨状になったり、その上に特徴的な突起や刺列が並んだりするものが多い。この周縁角も含め、螺条・螺肋などと呼ばれる螺状彫刻（殻の螺旋に平行な凹凸彫刻）は、全ての種に程度の差はあれ存在する。しかし殻の縦方向の彫刻はごく一部の種に見られるだけで、殆ど発達しない。これはアッキガイ科やイトマキボラ類にある外見が一見似た種類とはやや異なる傾向と言える。また、アッキガイ科では水管溝が一部閉じて管状になるものもあるが、イトグルマ亜科では全体に溝状に開いているのも特徴である。
殻口は歪んだ四角形から楕円形で、外唇内側には内肋（筋状の彫刻）はない。軸唇も単純で、オニコブシガイ科の他亜科に見られる明瞭な襞（ひだ）を持たない。この軸襞はオニコブシガイ科の特徴の一つと見なされていたため、襞を欠くイトグルマ類が永い間オニコブシガイ科に入れられなかった一因となっていた。内唇はイトグルマ属では薄い板状にせり立つが、他属ではあまりせり立たない。殻は淡褐色や灰白色で、色の濃淡で不明瞭な模様を表す種も少数あるが、多くは特別な斑紋を持たない。殻質は薄めで軽いものが多いが、やや厚くなる種も少数ある。殻皮は薄く、淡黄褐色である。

#### 胎殻
大部分の種で胎殻（生まれた時の最初の殻で、殻頂に残っている）がその後に続く螺層部よりも多少膨らみ、幾分傾いていることも特徴として挙げられる。胎殻の旋回数は2巻き前後と比較的少なく、特別な彫刻がなく頂部が丸いものが多い。その形状は属を分ける際の特徴ともされるが、摩滅して分かりにくい場合もある。胎殻と後生殻（こうせいかく：胎殻に続いて付加され成長する殻）との境界は不明瞭なのが普通である。これらの胎殻の特徴は、本類が直達発生（卵嚢から匍匐型の稚貝が這い出す発生様式）である証拠であるとされる。腹足類の発生初期には浮遊期間をもつものも多いが、それらは浮遊生活から匍匐生活に移行する転換期に殻の形態も変化するため、その境界が明瞭に界されるのが普通である。逆に境界が不明瞭であることは、転換期がなく最初から匍匐生活に入ることを示し、イトグルマ亜科もこれにあたる。胎殻が大きいことも直達発生する種類によく見られる特徴である。

### 軟体
基本的な構造は他の新腹足類と同様である。頭部には一対の触角があり、通常はその根元近くの外側によく発達した黒い眼があるが、眼を欠く種もある。頭部の前下方には偽口（ぎこう：見かけ上の口）が開口するが、これは吻鞘（ふんしょう）の開口部であって、本当の口は吻鞘の内部にS字状にたたまれて収納された吻の先端に開口する。吻端内部の口腔は上下2段に分かれ、下段が歯舌嚢（しぜつのう：歯舌を生成し、収納している場所）となり、上段はそのまま食道へと通じている。吻は、その収納時の長さから見て、おそらく摂食時には体長の何倍も外部に伸張するものと推定される。普段収納されている吻が摂食時にのみ伸びるのはエゾバイ科などとも共通であるが、エゾバイ科では偽口が翻出して、伸びた吻の基部となるのに対し、イトグルマ亜科では吻鞘は偽口を形成したままで、その奥から吻のみが伸張する。

#### 外套腔
外套腔の内側上部には、右に直腸、左に鰓があり、鰓の左下にはよく発達した嗅検器（きゅうけんき：osphradium）と呼ばれる、嗅覚を司る器官がある。嗅検器は鰓の半分ほども長さがあり、中央の軸の両側に多数の襞がある複葉構造となっている。外套膜の一部は前方に長く伸びて水管を形成しており、その周囲を護っているのが殻の水管溝である。これら発達した嗅検器や長い水管から、本類は優れた嗅覚を頼りに餌を探しているものと考えられている。外套膜縁には、水管が伸びる以外には突起や触手のような構造はない。

##### 消化器系
消化管は、肉食のため比較的単純である。食道の中ほどに神経環に囲まれた部分があり、その両側から後方に一対の唾液腺がある。なお、副唾液腺はない。胃はU字状で腸に移行し、内臓塊から外套腔に出て直腸となる。直腸は膨らんでおり、内部には消化されなかった多毛類の剛毛が見られることがある。肛門の手前左側に接して肛門腺（anal gland）と呼ばれる細長い腺がある。

##### 生殖器系
雄では背中から右前方に伸びる大きな陰茎を持つ。陰茎は筋肉質で上下に平たく、先端は単純に丸まっている。精巣から出た輸精管は外套腔壁面を走ったあと背中に達するが、その部分からは管ではなく、上方が開いた溝となり、背面から陰茎末端部まで走っている。新腹足類には輸精管が閉じて管になるものと、イトグルマ亜科のように閉じないで溝状になっているもとがあり、後者は原始的な形質であるとされている。オニコブシガイ科全体では溝の一部が閉じて管状になるものとイトグルマ亜科のように全体が溝状になるものとが存在する。

#### 歯舌
巻貝を分類する際とても重要である歯舌は、他の多くの新腹足類と共通の狭舌型（きょうぜつがた）或いは尖舌型（せんぜつがた）と名付けられる形式で、1個の中歯とその左右にある1対の側歯からなり、この計3個を横一列として、前後に100列ほど並んでいる。中歯は3本の歯尖（しせん：1個の歯から出る先端突起のこと）を持ち、基盤の両端は強く前方に湾曲する。側歯は1歯尖で、単純な鎌型である。歯舌が内在する吻自体が細いため、歯舌も非常に小さく、幅は0.1mm前後、長さは2.0mm程である。

#### 蓋
足の後端背面には蓋があり、褐色〜淡褐色の角質で三角形に近い木葉型、核は蓋の尖った下端に位置する。

## 生態

### 分布
大西洋・インド洋・太平洋のそれぞれに分布するが、太平洋ではオーストラリアからニュージーランド近海、南アフリカの太平洋側周辺に種類が多く、大西洋ではカリブ海周辺に種類が多い。ヨーロッパ周辺では化石種が知られるが、現生種は見つかっていない。以上のうち、オーストラリアでは化石・現生を問わず種類が多く多様性が高いが、カリブ海では Fulgurofusus 属のみが知られ、
今のところ Columbarium 属は分布していないとされる。ほとんどの種が低緯度地域に分布しているが、F. (F.) aequilanius は例外的にベーリング海から記載されており、特異な存在である。大部分の種は生息域が比較的限られているが、これは直達発生の貝類によく見られる現象である。
主に数百メートルの深海の砂泥底に生息しており、大陸棚から落ち込む斜面の300m－600m周辺から知られるものが多く、3000m以深から知られる種もある。日本近海に生息するイトグルマ C. pagoda は大陸棚20－30m程度の浅海部から生息し、例外的である。

### 生活
オニコブシガイ科に属する軟体動物の多くは環形動物門の多毛類や星口動物門のホシムシ類を餌にしており、イトグルマ亜科も同じ砂泥底に生息する多毛類を主に食べているらしい。これは消化管内に残った管棲ゴカイ類の剛毛からの推定で、例えばカリブ海産のヤゲンイトグルマ Fulgurofusus brayi (Clench, 1959) の胃内よりカンザシゴカイ科とツバサゴカイ科の多毛類の剛毛が多数見出されている。よく発達した水管と嗅検器は餌の管棲ゴカイの臭いを探り当てるための、非常に細長い吻や小さな歯舌などは、棲管内に引っ込んだゴカイを摂食するための適応だと研究者は推定している。しかし多くの種が深海に生息し、採集例も少ないため、詳しい生態についてはあまり分かってはいない。
他の新腹足類と同様に雌雄があり、交尾によって雌が産卵する。卵は卵嚢として何かに産み付けられると考えられているが、その詳細は不明である。卵嚢から小さい貝が這い出して匍匐生活に入る直達発生で、成貝の殻頂部の滑らかで丸みのある部分がその時の殻である。

## 主な種類

### Columbariumイトグルマ属

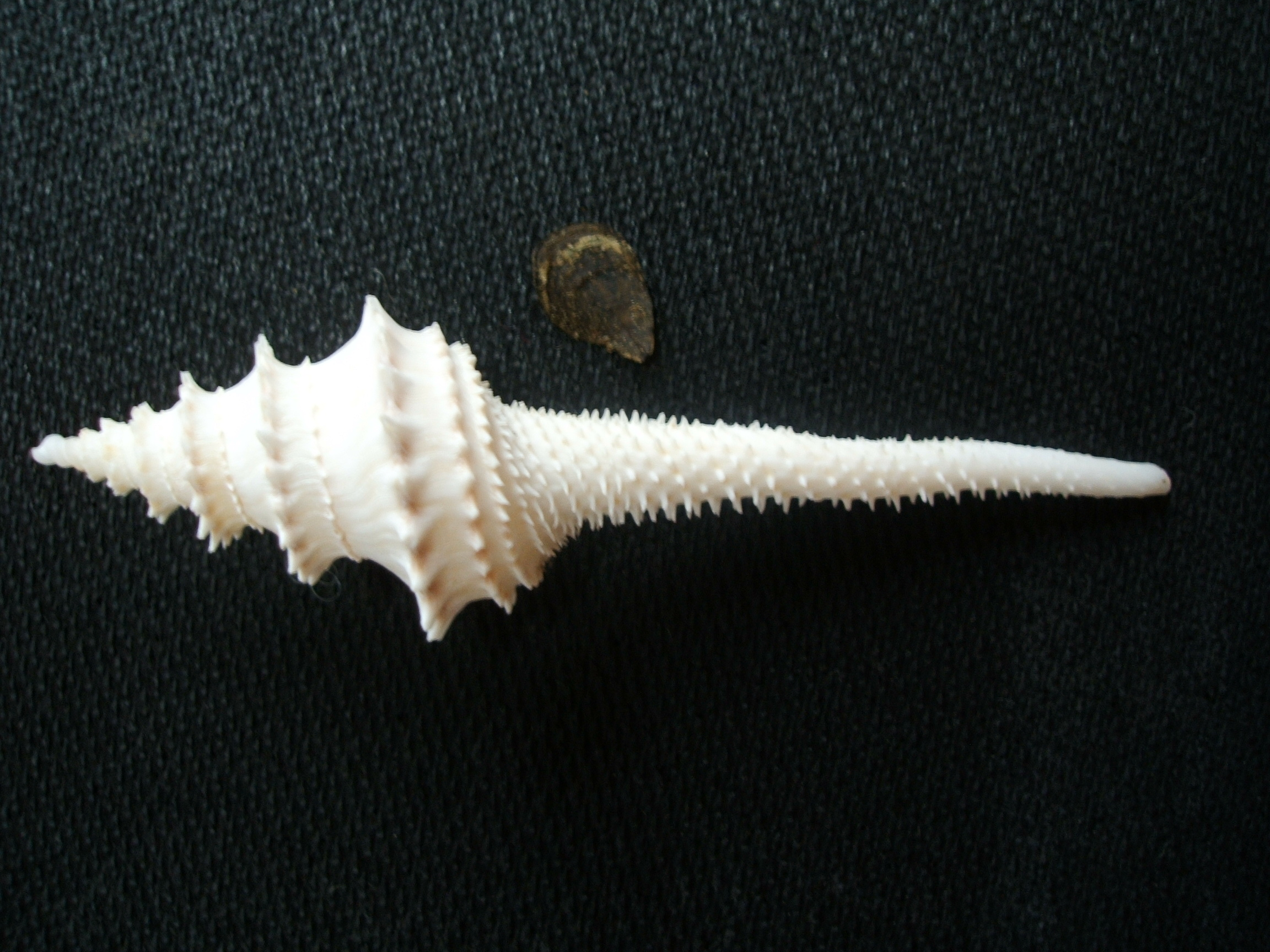
ハリスイトグルマ C. harrisae
(写真右上は蓋)

イトグルマ Columbarium pagoda (Lesson, 1831)
銚子〜日本海中部以南、東シナ海の水深20-300m、細砂底に分布。イトグルマ亜科では最も早い1831年に記載され、英名の“First Pgoda”がそのことを表すとともに、イトグルマ類の英語名 "pagoda shells" の代表ともなっている。変異型として以下のものがあるが、識別点は大変微妙である。学名にある "f." は forma （型）の略。
- ミョウジョウイトグルマ Columbarium pagoda f. stellatum Shikama, 1963　
- カセンイトグルマ Columbarium pagoda f. costatum Habe, 1979　
- ケショウイトグルマ Columbarium pagoda f. nakayasui Habe, 1953

上記3型、特にカセンイトグルマとケショウイトグルマの2型には南シナ海を中心に複数の近似種が知られる。殻底の角上の刺列は一列ながら、水管溝にかけての小刺列が顕著で、肩の刺が水平方向を向くものや、カラタチイトグルマとの中間的な個体と思われるものなどがあるが、正式に記載されているものは少ない。
トゲトゲイトグルマ Columbarium suzukii Habe & Kosuge, 1972

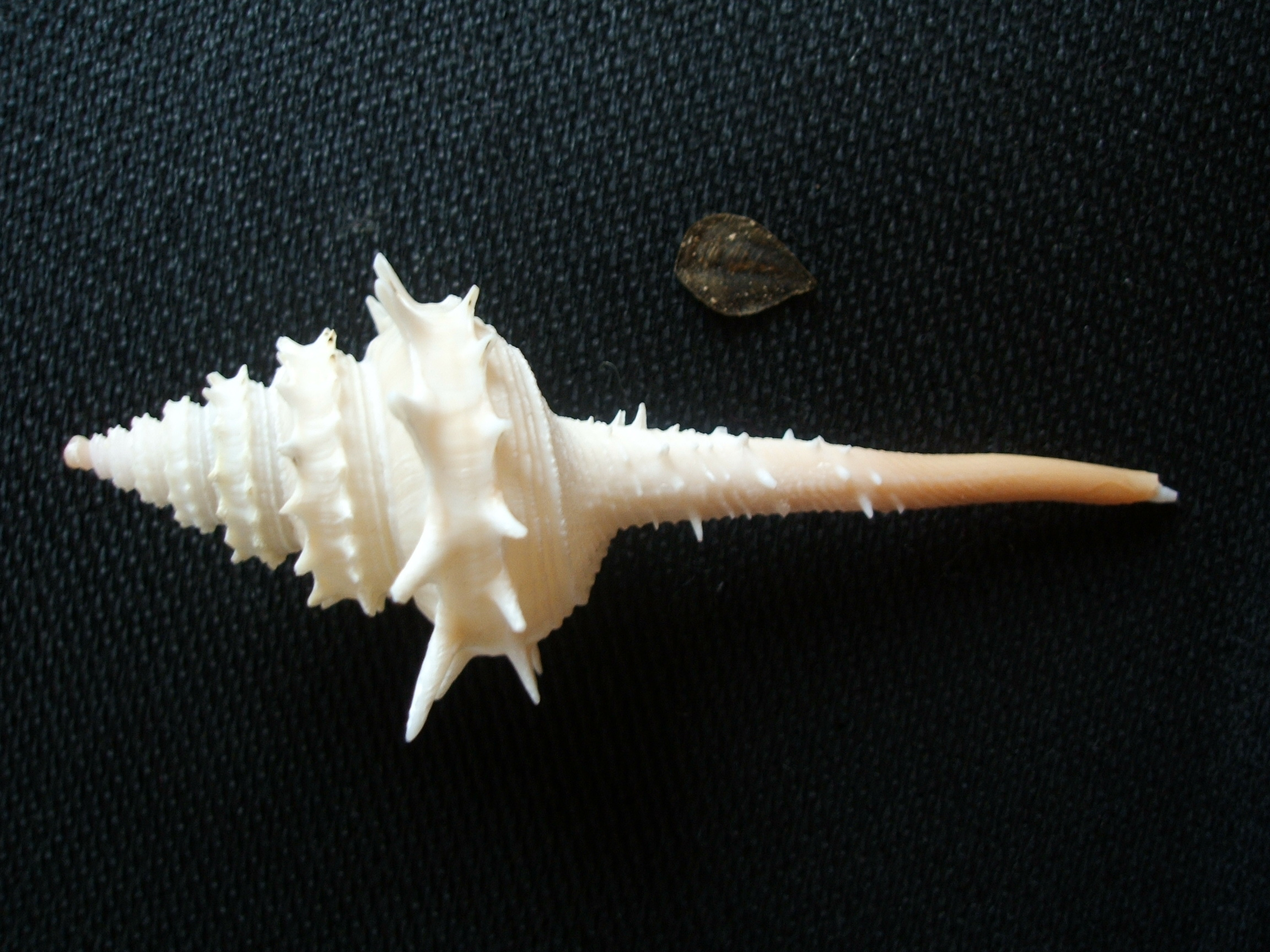
トゲトゲイトグルマ C. suzukii
(写真右上は蓋)

中国南西部からベトナム沖の300-500m、砂底などに分布。殻高は8-9cm前後。殻色は白から褐色で、殻質は比較的厚い。螺塔には2列の、殻底の角には1列の刺列があるが円柱状の突起の数はやや少ない。また、その他にも螺肋が多く、水管溝もやや短いので全体的にゴツゴツして重厚な雰囲気である。種小名 suzukii は、1970年代頃に南シナ海などの貝類を日本に多数輸入紹介した東京の青果物卸商・鈴木正次（すずき・まさじ：1935-1994）に献名されたもので、本種も彼が入手した「南シナ海」産の標本をタイプとして記載された。
カラタチイトグルマ Columbarium spinicinctum (von Martens, 1881)
オーストラリア・クイーンズランド沖、ヒクソン湾などの300-400mの深海の砂底などに分布。殻高は5-6cm、刺の長い型や、短い型、色が薄い型があると思われる。肩の突起は三角形で、ほぼ真横を向く。また、殻底の角は明瞭で2列の小刺列を持つが、色が薄い型ではこの限りではなく、3列や4列の小刺列をこともあると思われる。さらに、水管溝にも複数の刺列があるが、刺の長い型ではとても長くなる。殻色は独特で茶色と白色が縦筋の様に入り交じる。ただし、この特徴は刺の長い型では顕著だが、短い型では色が全体的にやや薄く、色の薄い型は薄いクリーム色〜白色となる。また、色の薄い型では殻表に艶がある。Columbarium caragarang Garrard, 1966 はシノニム。
ウラシマイトグルマ Columbarium hedleyi Iredale, 1936
オーストラリア・クイーンズランド北部の水深400-600m付近、砂底に分布。殻高は7-9cm前後。カセンイトグルマに似るが殻底には2〜4列の明瞭な小刺列があり、また螺層にも1〜2列の小刺列がある点で異なる。また、螺塔の肩の突起は短く不明瞭である。殻色はカラタチイトグルマに似るが、カラタチイトグルマよりも薄色である。また  Columbarium trabeatum  は螺塔の肩の突起がより発達したものにつけられた異名(シノニム)とされる。
オトヒメイトグルマ Columbarium pagodoides (Watson, 1882)
主に、アラフラ海やクイーンズランド北部の400m以深の砂底に分布する。殻高は6-7cm程。螺塔の肩では一つ一つの三角形の突起が繋がり、各刺列がそれぞれキール状となる。また、水管溝の刺列は数が比較的多く、殻底の角も明瞭で全体的に角ばった印象である。
ハリスイトグルマ Columbarium harrisae Harasewych, 1983

オーストラリア・クィーンズランド沖の水深250-300mの砂底に分布。イトグルマ亜科の中では大型で、8-10cmほど。螺塔は高く、肩には三角形の小突起があり、小突起と小突起の間は紅色に染色される。また、殻底に比較的明瞭な角があり、角上には複数の小刺列があるが、この小刺列の突起間も紅色に染まる。水管溝には微細な無数の突起がある。また、殻色は白色で艶はない。胎殻の頂部はソフトクリームの先端ような形に尖っている。その他近似種として、下記種との中間的な個体などが知られる様だが詳細は不明。学名は新種記載の際に使用された標本（タイプ標本）を提供したクイーンズランド州の Valerie Harris という女性に献名されたもの。
ヤマアラシイトグルマ (ハリネズミイトグルマ) Columbarium hystriculum Darragh, 1987
オーストラリア・クイーンズランド沖の400〜600m程の深海に分布。7cm前後。螺塔は高く、また、その肩には横向きと斜め上向き2列の鋭い円柱状の突起がある。また殻底の角上と縫合、水管溝にそれぞれ小刺列が、殻底の小刺列の僅か上にも鋭い刺列がある。殻色はクリーム色。
マリアイトグルマ Columbarium mariae Powell, 1952
ニュージーランド・ウエストポート周辺海域の400-450mの砂底に分布。殻高は5-6.5cm前後。螺塔や水管溝などに際立った突起や刺列はないが、螺塔にはやや不明瞭な肩があり、肩上には弱い結節をもつ。また、螺塔には螺肋と弱い縦肋が、水管溝には螺肋があるが、特に螺肋の数は多い。その他螺塔は丸みを帯び、また、水管溝は際立って細い。
ウスバイトグルマ Columbarium (Coluzea) altocanalis Dell,1956
ニュージーランド近海に分布。殻高は6-8cm程。螺塔に複数の明瞭な螺肋を持つ。肩の螺肋は顕著で、円盤状となる。殻質は薄く、また殻色は白色から乳白色。外唇、内唇ともに肥厚しない。和名は、其の形状をよく表している。
ジュリアイトグルマ Columbarium (Coluzea) juliae Harasewych, 1989
南アフリカ・ナタール沖、ダーバン沖、水深200-300mや、モザンビーク・ナガラ沖の水深600m付近、砂底などに分布。殻高は5-8cm前後。水管溝から螺塔にかけて、複数の螺肋をもつが、螺塔では3本の螺肋が特に発達し、1本の螺肋に2本の溝がある様な形状となる。また、3本の螺肋上にはしばしば結節があり、特に一番下側の螺肋は個体により、斜め下向きの突起を持つこともある。殻質は比較的厚く、殻色は白色である。

### Fulgurofusus属
カラマツイトグルマ Fulgurofusus (Histricosceptrum) xenismatis Harasewych, 1983
ジャマイカ西沖に分布する。殻高は5cm前後、全体に、細かい螺肋をめぐらすが、肩と肩の上の2本はより明瞭な螺肋となり、結節も持つ。また、上下の結節間に縦肋をもつ。内唇はややせり立つ。殻色は白色など。

### Fustifusus属
和名不詳 Fustifusus pinicola (Darragh, 1987)
ニューカレドニアの水深200-400m程に分布。殻高は3-4cm、水管溝には細かい螺肋のみがあるが、螺塔には、比較的細い螺肋と、比較的顕著な縦肋があり、縦肋上には鋭い刺がある。特に肩の刺は鋭い。また、外唇はやや肥厚し、内唇はせり立たない。但し、形状にはそれなりの変異がある様である。殻色は褐色で所々、飴色に彩色される。

## 人との関わり
冒頭にあるように貝類収集の対象とされるのが主な利用法である。しかし採取されることが少ない深海性の種が多いことと、突起などが破損し易いことから、良い標本は比較的高価なコレクションアイテムとなっており、博物館と言えども全種を完集（いわゆる"フルコンプ"）しているコレクションはおそらく存在しない。一部の種は深海調査の際に採取された個体以外に知られておらず、それらに関わりのある研究機関や博物館以外には所持していないものもある。日本周辺に生息するイトグルマは例外的に浅海にも棲息して、比較的採取され易いため、他の深海種に比べて安価で世界中のコレクターに供給されており、イトグルマ亜科が独立の科として扱われていた時期に、一通りの科を揃えたいと考えるコレクターらを満足させた。収集以外では、オーストラリアなどから化石種も多く出土することから、新腹足類の系統進化を探るのに役立つが、現在までのところ、それ以外での人との関わりはない。

## 分類

### 所属転変の歴史
1831年、この仲間で最初に記載されたイトグルマは、最初は Fusus （イトマキボラ類）とされたが、当時のこの属名は水管溝をもつ細長い貝の総称のようなものであり、今日的な分類学的意味はない。初めて「イトグルマ類」を認識したのはドイツのマルテンスという学者で、1881年にクダマキガイ科の Pleurotoma 属の亜属としてイトグルマ亜属 Columbarium を創設した。クダマキガイ科としたのは、歯舌を調べた別の学者が、餌となったゴカイの剛毛を、クダマキガイ科に見られる棘状の矢舌型（toxoglossate）と見誤ったためである。
1922年にPeileという学者がイトグルマの歯舌を調べて狭舌型であることがわかり、1925年にはドイツの学者ティーレもカラタチイトグルマなどの歯舌でそれを再確認した。ティーレは20世紀に広く利用されることになる貝類分類大綱を著した学者で、先の結果に基づいてイトグルマ類をアッキガイ科 Muricidae に分類している。しかし殻や蓋も含めた種々の特徴から必ずしもアッキガイ科には入らないと考える学者も多く、その一人の Tomlin が1928年にイトグルマ科 Columbariidae として独立させた。このため、所属については人によって色々であったが、20世紀中頃以降は独立の科として扱うのが主流となった。
しかし、新腹足類の他科との系統関係には未解明の部分があり、実質的には系統不明の流浪の分類群であったが、1983年にハラセビッチ（M.G. Harasewych）という学者が軟体部の形態を含めて検討して、オニコブシガイ科 Turbinellidae の亜科として分類し、21世紀初頭の現在はこの分類に従う場合が多い。過去にオニコブシガイ科に分類されることがなかったのは、同科の他種の殻に見られる特徴的な殻軸の襞（ひだ）がイトグルマ類には全く見られないことも一因であったようである。なお、以下の形質の組み合わせからオニコブシガイ科に分類された。
- 吻鞘は摂餌時に翻出しないこと。
- 輸精管が軟体背面で閉じず、溝状になっていること。
- 副唾液腺がないこと。
- 肛門腺を有すること。
- 歯舌の形態と、管棲ゴカイ類を食べること。

### 属と亜属
イトグルマ亜科の属・亜属は2006年までに後述の8個が記載されていた。そのうちち化石のみで知られていた Serratifusus 属 は、後にニューカレドニア近海から生きた貝が発見され、軟体の特徴から1991年にエゾバイ科に分類されるようになったため、現在は7つがイトグルマ亜科として認識されている。しかしそれぞれのグループを分ける形質はそれほど顕著でないため、それぞれを属とするか亜属とするか、亜属とするにもどの属の亜属にするか等々、その扱いは人によって多少異なることがある。その一例としてColuzea亜属はしばしば独立の属として扱われる。また、Hispidofusus属 はラテン語のhispidus （毛だらけ）に因む名前のとおり、殻全体が細かい棘や鱗片状突起で覆われ、ある種のカセンガイ類を彷彿とさせる特異な群であるが、未だ化石種のみしか知られていない。
- Columbarium Martens, E.von, 1881 イトグルマ属　タイプ種：Pleurotoma (Columbarium) spinicinctum Martens, 1881（豪州の現生種)－太平洋からインド洋に広く分布し、欧州の暁新世からは化石種が知られる。体層（螺層の最終層のこと）の周縁の角の下にもう一本、螺旋状の角（anterior carina：前角）を巡らし、そこにしばしば棘も具える。
  - Coluzea Finlay, H.J. in Allan, 1926　タイプ種：Fusus dentatus Hutton, 1877（欧州の中新世の化石種）－現生種はオーストラリア・ニュージーランド・南アフリカ太平洋側周辺。螺層上部にはしばしば縦の彫刻があり、体層に明瞭な前角を持たない。
- Fulgurofusus Grabau,1904　タイプ種：Fusus quercollis Harris,1896（北米産の暁新世の化石種）－歯舌の中歯の基部両側が広がり、殻の内唇が板状に立たない。
  - Histricosceptrum Darragh, T.A., 1969　タイプ種：モミノキイトグルマ Columbarium atlantis Clench and Aguayo, 1938（キューバ近海の現生種）－カリブ海周辺のみに知られる。殻はやや厚質で、体層から水管溝にかけて明瞭な螺旋状の彫刻を持つ。
  - Peristarium  Bayer, F.M., 1971 タイプ種：Columbarium (Peritarium) electra Bayer, 1971(フロリダ沖の現生種)－フロリダからキューバにかけての近海にのみ知られる。棘などの突起が少なく、縦うねがあり、ナガニシ類に似た特異な群。
  - Fustifusus Harasewych, M.G., 1991　タイプ種：Coluzea pinicola Darragh, 1987（ニューカレドニア産）－タイプ種のみが知られる。褐色の斑紋が目立つ。
- Hispidofusus Darragh T.A., 1969　タイプ種：Fusus senticosus Tate, 1888（オーストラリアの中新世の化石種）－豪州から化石種が数種知られるのみで、現生種は知られていない。細かい鱗片や棘に覆われ、カセンガイを細長くしたような外観。

- - Serratifusus Darragh, T.A., 1969 タイプ種：Fusus craspedotus Tate, 1888 （オーストラリアの中新世の化石種）－現生種が発見され、1991年に軟体の特徴からエゾバイ科に分類された。

### 現生種
イトグルマ亜科には百数十種が記載されているとされるが、その多くは化石種である。現生種は1980年までは約30程度が知られていたが、その後の深海調査などにより20種以上の種が記載され、2006年までには50種以上になっている。これは過去100年間に記載された種数に匹敵する数がこの30年足らずの間に記載されたことになり、この勢いで今後も新たな種が発見記載される可能性が高い。しかしその一方で、殻の変異に相当な幅があることや、殻の美しさや面白さがコレクターや分類者の興味を惹くことなどから、日本近海のイトグルマのように僅かな違いで種や亜種が区別される例もある。そのようなものは後にシノニムと見なされることになる場合が多い。

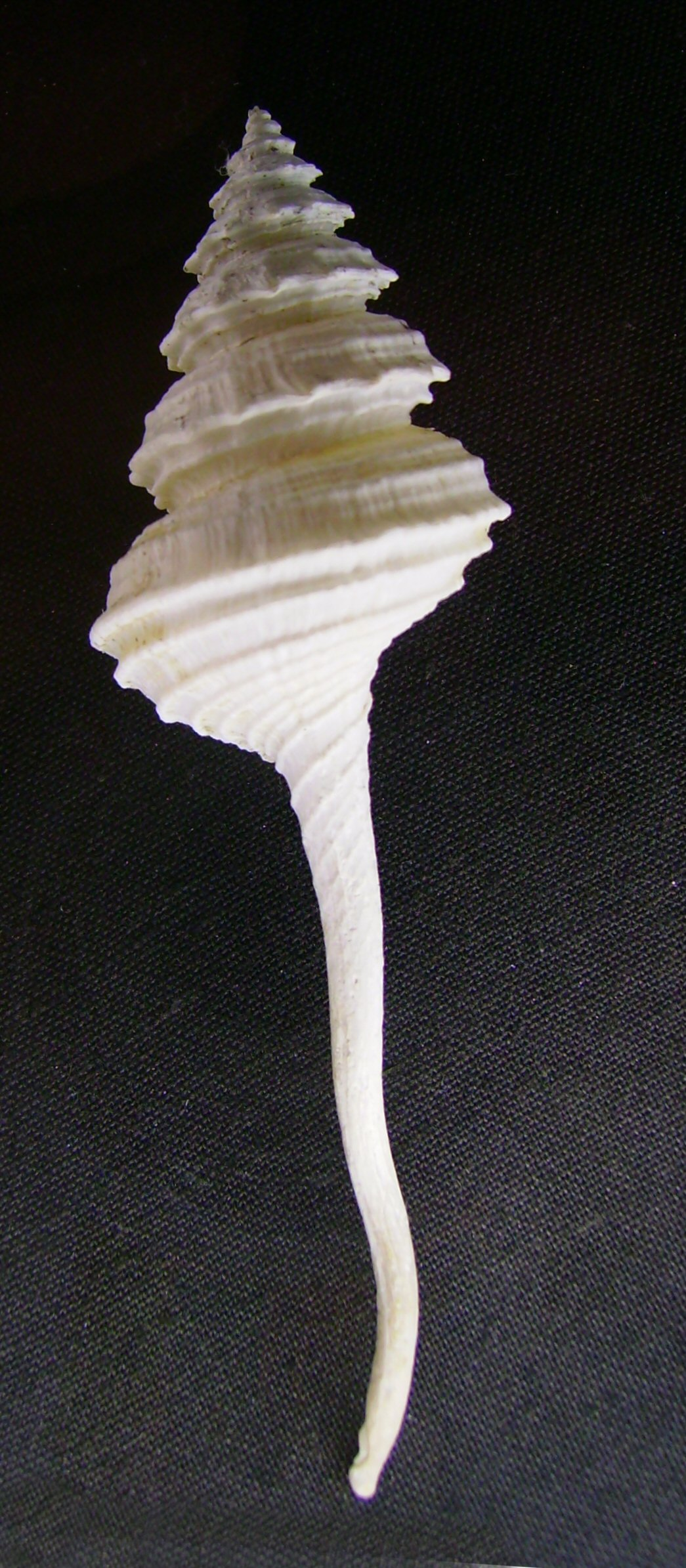
マキミゾイトグルマ C. wormaldi
(ニュージーランド)

Columbariinae Tomlin, 1928 イトグルマ亜科
- Columbarium von Martens,1881 イトグルマ属
  - C. bullatum (Dall, 1927)：北米南西部
  - C. berthae Monsecour et Kreipl, 2003 バースイトグルマ：マダガスカル
  - C. corollaceoum Zhang, 2003：南シナ海
  - C. eastwoodae Kilburn, 1971 アフリカイトグルマ：アフリカ東岸南部
  - C. formosissimum Tomlin, 1928 ユウビイトグルマ：南アフリカ
  - C. harrisae Harasewych, 1983 ハリスイトグルマ：豪州（クイーンズランド）
  - C. hedleyi Iredale, 1936 ウラシマイトグルマ：豪州（クイーンズランド・ビクトリア）
  - C. hystriculum Darragh, 1987　ヤマアラシイトグルマ：豪州（クイーンズランド）
  - C. mariae Powell, 1952　マリアイトグルマ：ニュージーランド
  - C. natalense Tomlin, 1928：南アフリカ
  - C. pagoda (Lesson, 1831)　イトグルマ：日本〜台湾　
    - C. p. forma costatum Shikama, 1963　カセンイトグルマ（型）：日本〜台湾
    - C. p. forma nakayasui Habe, 1979　ケショウイトグルマ（型）：南シナ海〜南沙諸島
    - C. p. forma stellatum Habe, 1953　ミョウジョウイトグルマ（型）：

  - C. pagodoides  (Watson, 1882) オトヒメイトグルマ：豪州（南西部－クイーンズランド）
  - C. quadrativaricosum Harasewych, 2004：南アフリカ
  - C. sinensis Zhang, 2003：南シナ海
  - C. spinicinctum (von Martens, 1881)　カラタチイトグルマ：豪州クイーンズランド・南シナ海
  - C. subcontractum (Sowerby, 1902)：南アフリカ
  - C. suzukii Habe & Kosuge, 1972　トゲトゲイトグルマ：南シナ海〜ベトナム
  - C. tomicici McLean et Andrade, 1982：チリ
  - C. veridicum Dell,1963 スダレイトグルマ：ニュージーランド
  - C. wormaldi Powell, 1971 マキミゾイトグルマ：ニュージーランド
- Columbarium (Coluzea) Finlay in Allan, 1926－独立の属とする場合もある。
  - C. (Cz.) aapta Harasewych, 1986：西オーストラリア
  - C. (Cz.) altocanalis Dell,1956 ウスバイトグルマ：ニュージーランド
  - C. (Cz.) angularis (Barnard, 1959)：南アフリカ
  - C. (Cz.) bimurata (Darragh, 1987)：豪州
  - C. (Cz.) cingulata (Martens, 1901)：タンザニア沖
  - C. (Cz.) distephanotis (Melvill, 1891)：豪州
  - C. (Cz.) faceta Harasewych, 1991：ニューカレドニア
  - C. (Cz.) gomphos Harasewych, 1986：インド洋（タイ沖）
  - C. (Cz.) groschi Harasewych et Fraussen, 2001：モザンビーク
  - C. (Cz.) icarus Harasewych, 1986：豪州（西オーストラリア州－クイーンズランド）
  - C. (Cz.) juliae Harasewych, 1989：ジュリアイトグルマ モザンビーク－南アフリカ東側沖
  - C. (Cz.) kallisrtopha Harasewych, 2004：モザンビーク
  - C. (Cz.) liriope Harasewych, 1986：インドネシア（マカッサル海峡）
  - C. (Cz.) madagascarensis Harasewych, 2004：マダガスカル
  - C. (Cz.) naxa Harasewych, 2004：豪州（西オーストラリア州）
  - C. (Cz.) radialis (Watson, 1882)：南アフリカ
  - C. (Cz.) rosadoi Bozzetti, 2006：タンザニア・モザンビーク
  - C. (Cz.) rotundatum (Barnard, 1959)：南アフリカ
  - C. (Cz.) spiralis (A. Adams, 1856)：ニュージーランド
  - C. (Cz.) wormaldi (Powell, 1971)：ニュージーランド
- Fulgurofusus (Fulgurofusus) Grabau, 1904
  - F. (F.) aequilanius Sysoev, 2000：ベーリング海－冷水域に棲む特異な種。
  - F. (F.) benthocallis (Melvill et Standen, 1907)：ニュージーランド
  - F. (F.) bermudezi (Clench & Aguayo, 1938) バミューダイトグルマ：フロリダ-キューバ間の海域－和名にはバミューダが付いているが、バミューダ近海からの記録はない。種小名の bermudezi は大西洋の有孔虫を研究した学者ベルムデス（Pedro Joaquín Bermúdez）への献名。
  - F. (F.) brayi (Clench, 1959) ヤゲンイトグルマ：カリブ海
  - F. (F.) ecphoroides Harasewych, 1983：ブラジル
  - F. (F.) nanshaensis Zhang, 2003：南シナ海
  - F. (F.) sarissophorum Watson, 1882：ブラジル
  - F. (F.) tomicia McLean & Andrade, 1982：チリ
- Fulgurofusus (Histricosceptrum) Darragh, 1969
  - F. (H.) atlantis (Clench et Aguayo, 1938) モミノキイトグルマ：キューバ
  - F. (H.) bartletti (Clench et Aguayo, 1940) カラマツイトグルマ：ジャマイカ西沖
  - F. (H.) xenismatis Harasewych, 1983：ニカラグァ東沖（カリブ海）
- Fulgurofusus (Peristarium) Bayer, 1971
  - F. (P.) aurora　(Bayer, 1971）：フロリダ沖
  - F. (P.) electra　(Bayer, 1971)：フロリダ沖
  - F. (P.) merope (Bayer, 1971)：フロリダ沖
  - F. (P.) timor　Harasewych, 1983：ノースカロライナ沖
- Fustifusus Harasewych, 1991
  - F. pinicola (Darragh, 1987)：ニューカレドニア